# Анна Елеонора фон Насау-Саарбрюкен-Вайлбург
Анна Елеонора фон Насау-Саарбрюкен-Вайлбург (на немски: Anna Eleonora von Nassau-Saarbrücken-Weilburg; * 9 септември 1602, Вайлбург; † 7 септември 1685, Райхенвайер, Франция) е графиня от Насау-Глайберг и чрез женитба херцогиня на Вюртемберг-Монбеляр.

## Живот
Дъщеря е на граф Йохан Казимир фон Насау-Вайлбург (1593 – 1602) и на принцеса Елизабет фон Хесен-Дармщат (1579 – 1655), дъщеря на ландграф Георг I фон Хесен-Дармщат.
Анна Елеонора се омъжва на 15 май 1625 г. в Дармщат за Лудвиг Фридрих фон Вюртемберг-Монбеляр (1586 – 1631), вторият син на херцог Фридрих I фон Вюртемберг (1557 – 1608). Тя е втората му съпруга. Нейният съпруг умира на 26 януари 1631 г.
През 1676 г. Монбеляр (Мьомпелгард) е окупиран от френската войска на Луи XIV и нейният син бяга.
Тя умира на 7 септември 1685 в Райхенвайер (Риквир във Франция).

## Деца
Анна Елеонора и Лудвиг Фридрих фон Вюртемберг-Монбеляр имат три деца:
- Георг II (* 5 октомври 1626; † 1 юни 1699), от 1662 г. херцог на Вюртемберг-Мьомпелгард

∞ 1648 за Анна дьо Колини (1624 – 1680)
- Хайнрих (* 19 декември 1627; † януари 1628)
- Георгия Лудовика (* 1 февруари 1630; † 11 април 1630)